# Nathalia Ramos

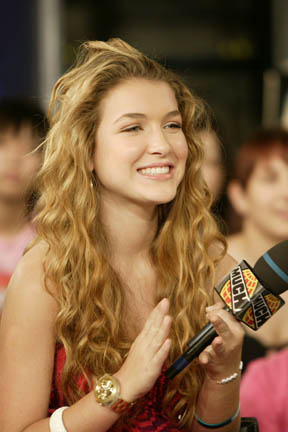
Nathalie Ramos, 2007

Nathalia Ramos (* 3. Juli 1992 in Madrid, Spanien) ist eine spanische Schauspielerin.

## Privat
Ramos wurde in Madrid als Tochter des spanischen Popsängers Ivan und einer jüdischen Mutter aus Australien geboren. Als sie zwei Jahre alt war, zog sie mit ihrer Familie nach Melbourne. Zwei Jahre später zog ihre Familie erneut um, diesmal nach Miami Beach, wo sie bis heute lebt. Ramos hat einen jüngeren Bruder und wurde jüdisch erzogen. Beide Eltern arbeiten im Musikgeschäft, ihr Vater ist Musiker. Ramos spricht sowohl Englisch als auch Spanisch.

## Karriere
Ramos’ erste Rolle war 2005 die der Hope Loblaw in der Fernsehserie Arrested Development. 2007 dann spielte sie ihre erste Hauptrolle in dem Film Bratz, welcher auf den gleichnamigen Puppen basiert. Sie spielte die Rolle der Yasmin, ein Charakter, der wie sie spanisch-jüdische Wurzeln hat. 2008 hatte sie einen Gastauftritt in der Serie True Jackson. Von 2011 bis 2012 spielte sie die Hauptrolle Nina Martin  in der Nickelodeon-Serie House of Anubis.

## Filmografie (Auswahl)
- 2005: Arrested Development (Fernsehserie, Episode 3x04)
- 2007: Bratz
- 2008: True Jackson (True Jackson, VP, Fernsehserie, Episode 1x03)
- 2009: 31 North 62 East
- 2011–2012: House of Anubis (Fernsehserie, 105 Episoden)
- 2013: Gallows Hill – Verdammt in alle Ewigkeit (Gallows Hill)
- 2014: Switched at Birth (Fernsehserie, 2 Episoden)
- 2016: Wildflower